# 下新光站
下新光站，位于中华人民共和国新疆维吾尔自治区巴音郭楞蒙古自治州和静县，是南疆铁路（鱼焉铁路）上的火车站，由乌鲁木齐铁路局管辖。
车站的和静端为下新光展线，与上新光展线、阿拉沟展线、星源展线并称南疆铁路天山展线群的4处螺旋形展线。随着南疆铁路吐库二线中天山隧道的贯通，鱼焉线鱼儿沟至巴伦台段，包括天山展线群的全部展线处于停运状态。